# 拉德布魯克樹叢站
拉德布魯克樹叢站（英語：Ladbroke Grove tube station）是倫敦地鐵環線和漢默史密斯及城市線的一個車站，位於肯辛頓-切爾西皇家自治市的肯辛頓。本站位於倫敦軌道運輸第2收費區，開通於1864年6月13日，當時的名稱是諾丁山站。

## 歷史
本站最初由漢默史密斯和城市鐵路於 1864 年 6 月 13 日開通，最初名為諾丁山。 隨著該線路從帕丁頓延伸至漢默史密斯，本站於 1880 年更名為諾丁山及拉德布魯克樹叢，並於 1919 年 6 月 1 日更名為拉德布魯克樹叢（北肯辛頓），再於 1938 年採用現名。 本站改名是為了避免乘客混淆本站與於 1868 年落成的諾丁山門站。本站以其主入口所在的同名街道命名。
本站是距離波多貝羅路市場最近的車站，該市場的商販和店主已發起一項運動，要求將該站更名為波多貝羅路，以加強人們對市場位置的認識。
2009 年，由於財政拮据，倫敦交通局決定停止在本站和其他五個車站提供無障礙通道的項目，理由是這些車站相對安靜，而且當中有些車站距離已有無障礙通道的車站僅一到兩站之遙（本站距離設有無障礙通道的伍德巷站僅兩站之遙）。本站的無障礙通道項目原本將提供兩部通往月台層的新電梯和一個新的無障礙入口，並在遭到煞停之前已花費 306 萬英鎊。

## 車站相片

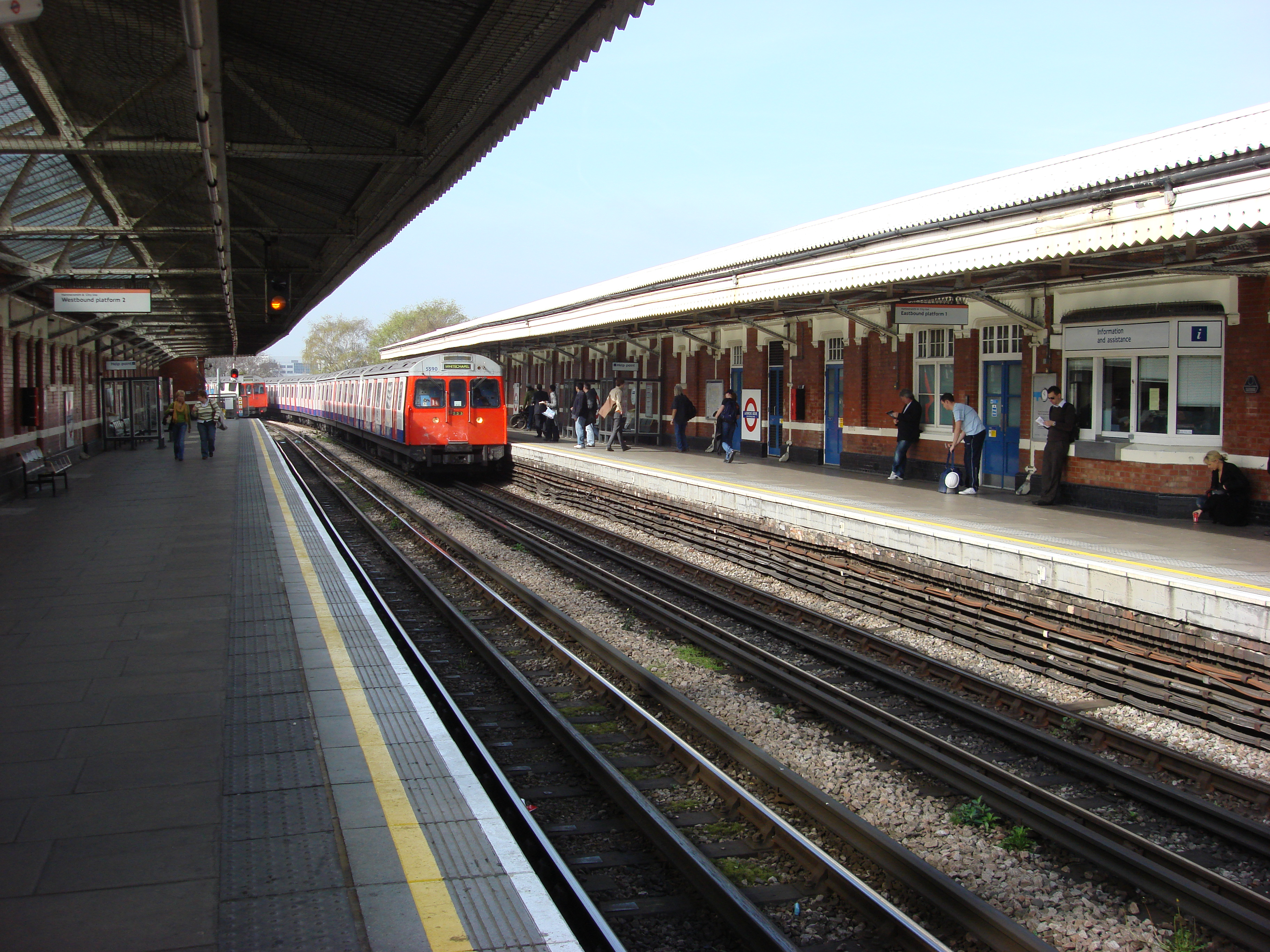
從西行月台望向車站
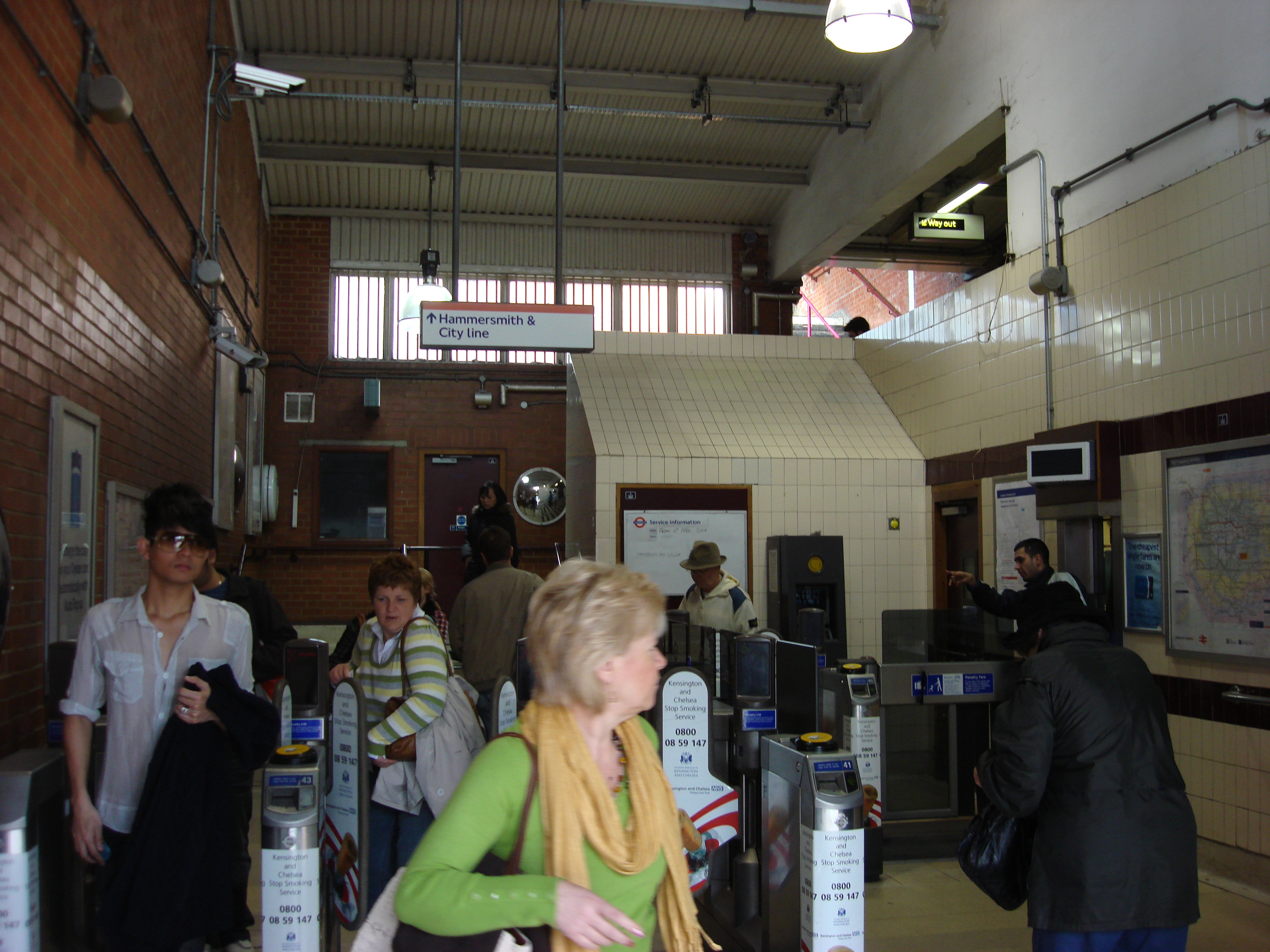
驗票閘口
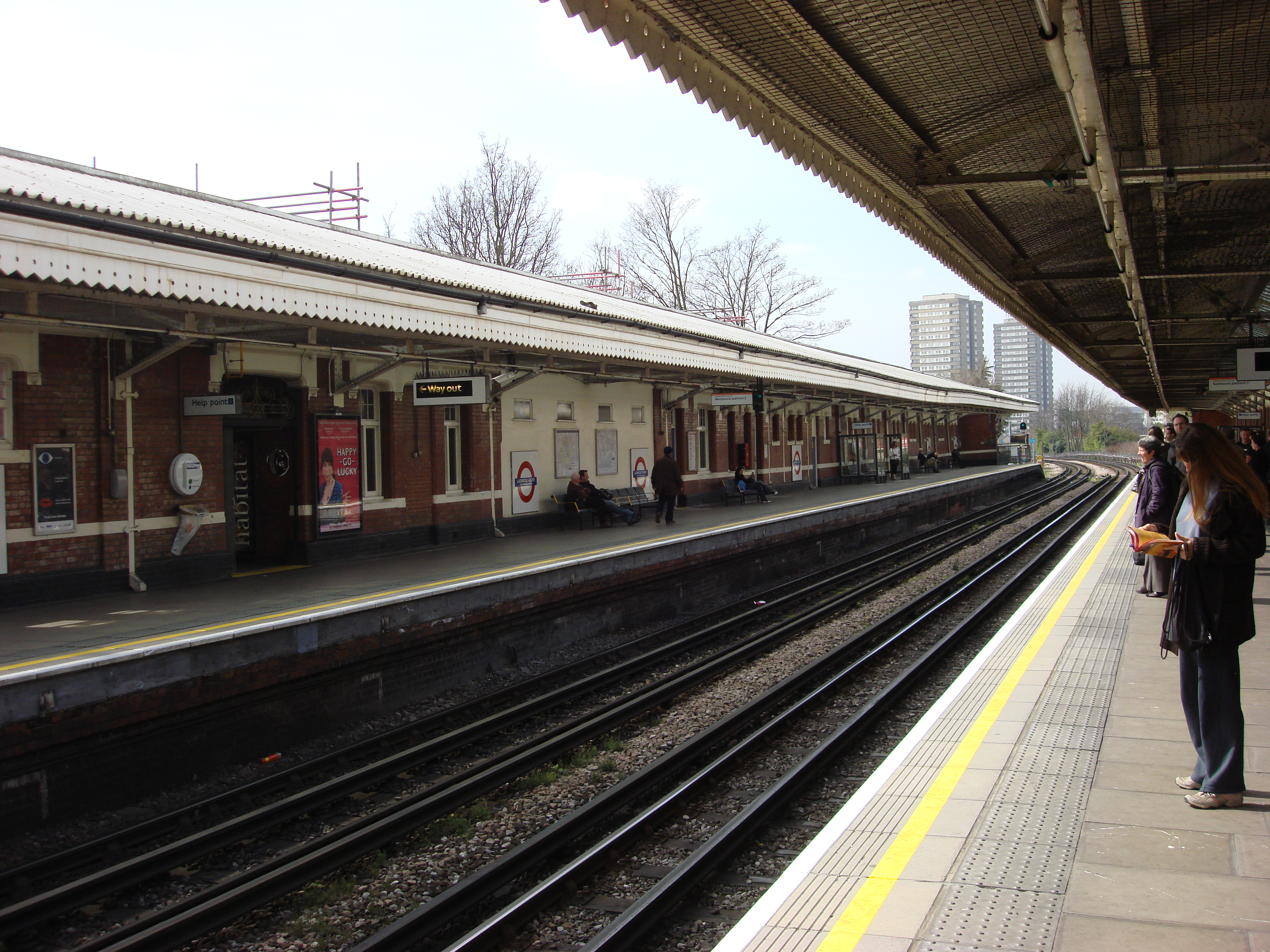
從東行月台望向車站
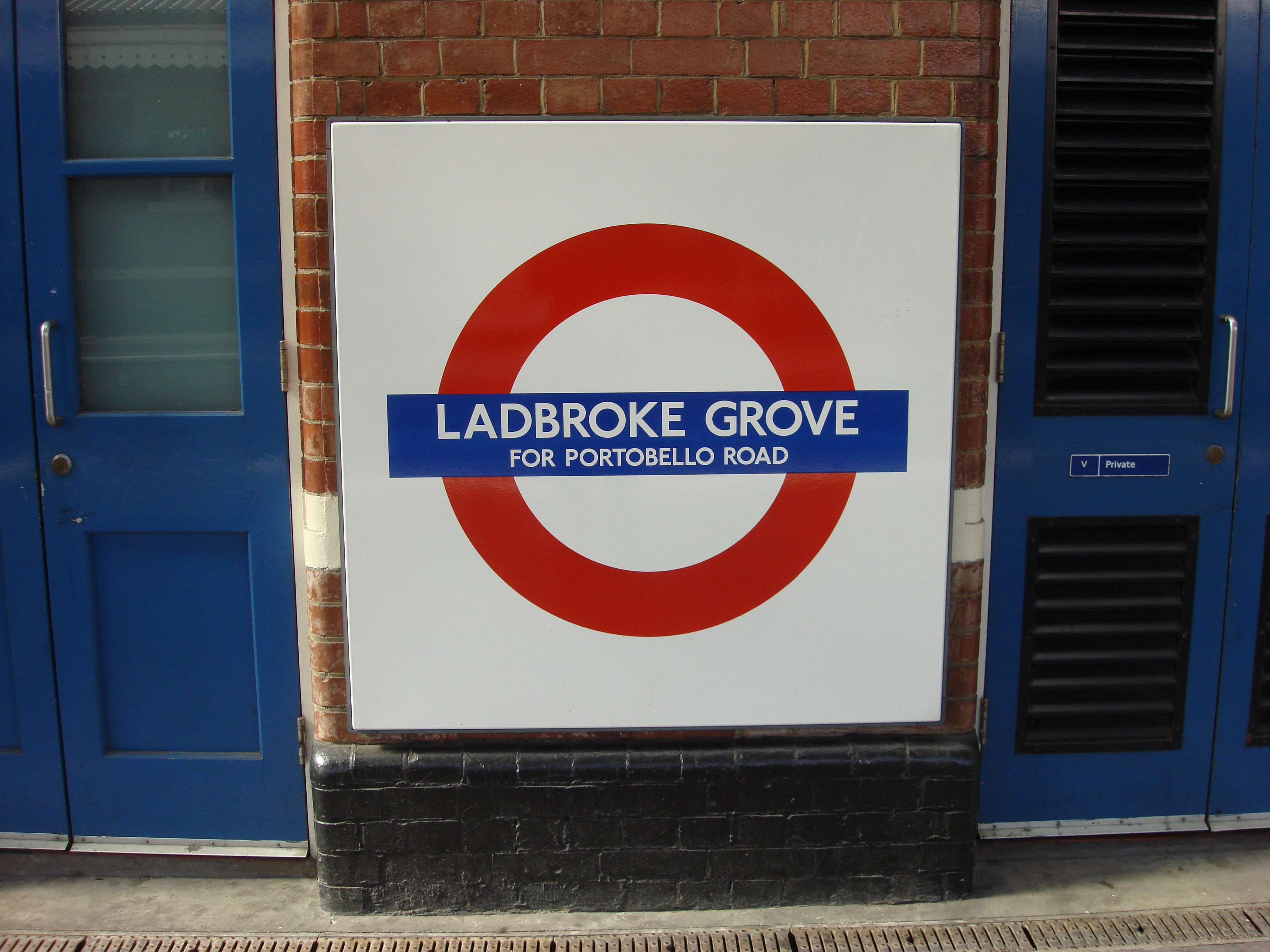
月台圓標

## 外部連結
- London Transport Museum Photographic Archive （页面存档备份，存于）
  - Ladbroke Grove station, north entrance, 1934
  - Ladbroke Grove station, south entrance, 1934
  - Bridge carrying line over Ladbroke Grove, 1934
  - Ladbroke Grove station entrance, 2001
  - View of platforms, 2001
- Lily Allen video on YouTube （页面存档备份，存于）  Video featuring Ladbroke Grove tube station (1 min 54 - 2 min).